# کلاته قنادان (بیرجند، شرق)
کلاته قنادان یک روستا در ایران است که در دهستان باقران واقع شده‌است. کلاته قنادان ۸ نفر جمعیت دارد.